# Mutschenbacher Viktor
Mutschenbacher Viktor, Mutschenbacher Győző (Pest, 1841. augusztus 30. – Budapest, 1925. szeptember 21.) jogi doktor, ügyvéd és akadémiai tanár, Mutschenbacher Béla orvos testvére.

## Élete
Mutschenbacher Alajos és sajókeresztúri Tuba Erzsébetnek fia. Tanulmányait szülővárosában végezte; jogi doktor, köz- és váltóügyvéd, egyetemi magántanár lett és 1869-től a pécsi jogakadémiában a magyar polgári törvénykezés, váltó- és kereskedelmi jog tanára; a jogtudományi államvizsgálat alelnöke. Elhunyt 1925. szeptember 21-én délelőtt 9 órakor szívbénulás következtében.
1880. augusztus 25-én Budapesten, a józsefvárosi plébánián feleségül vette a nála 17 évvel fiatalabb Turcsányi Irén Lujza Máriát. Második neje Gergelyi Júlia volt.
Cikke a Jogtudományi Közlönyben (1876. Az utóforgatmányról, váltóügyi cikk.).

## Munkái
- Magyar polgári törvénykezési jog. Pécs, 1870 (kőnyomat, a budapesti egyetemi könyvtárban)
- A magyar váltójog az 1876. 27. t. cz. szerint. Pécs, 1877 (2. kiadás. A m. váltójog gyakorlatilag és történetileg, Pécs, 1895)
- A magyar váltóeljárás. Pécs, 1877
- A kereskedelem története rövid előadásban, adalékul a kereskedelmi jog tanulmányához. Pécs, 1881 (2. kiadás. Pécs, 1889)
- A kereskedelmi jogtudomány elemei a magyar kereskedelmi törvénykönyv szabályaihoz alkalmazva. Pécs, 1884
- A szerzői jog rendszeresen előadva. Pécs, 1890
- A tengeri szállítási ügylet: tanulmány a tengerjog köréből. Pécs, 1907